# Shahrestān di Pasargad
Lo shahrestān di Pasargad (farsi شهرستان پاسارجاد) è uno dei 29 shahrestān della provincia di Fars, in Iran. Il capoluogo è Sa'adatshahr. Lo shahrestān è suddiviso in 2 circoscrizioni (bakhsh): 
- Centrale (بخش مرکزی)
- Hakhamanesh (بخش هخامنش)